# Útero
El útero, también denominado matriz, es el órgano de la gestación y el mayor de los órganos del aparato reproductor femenino de la mayoría de los mamíferos. Es un órgano muscular, hueco, en forma de pera, intraperitoneal, situado en la pelvis menor de la mujer que, cuando adopta la posición en anteversión, se apoya sobre la vejiga urinaria por delante, estando el recto por detrás. Aloja a la blástula, que se implanta en el endometrio, dando comienzo a la gestación, que en la especie humana dura alrededor de 280 días.

## Función
La función principal del útero es recibir al huevo (cigoto o cigota) para su implantación (véase blastocisto y endometrio) y su nutrición por medio de vasos sanguíneos especialmente desarrollados para ese propósito. El óvulo fertilizado se convierte en un embrión que se desarrolla en un feto, para luego nacer una cría de la especie determinada.

## Morfologías en los mamíferos

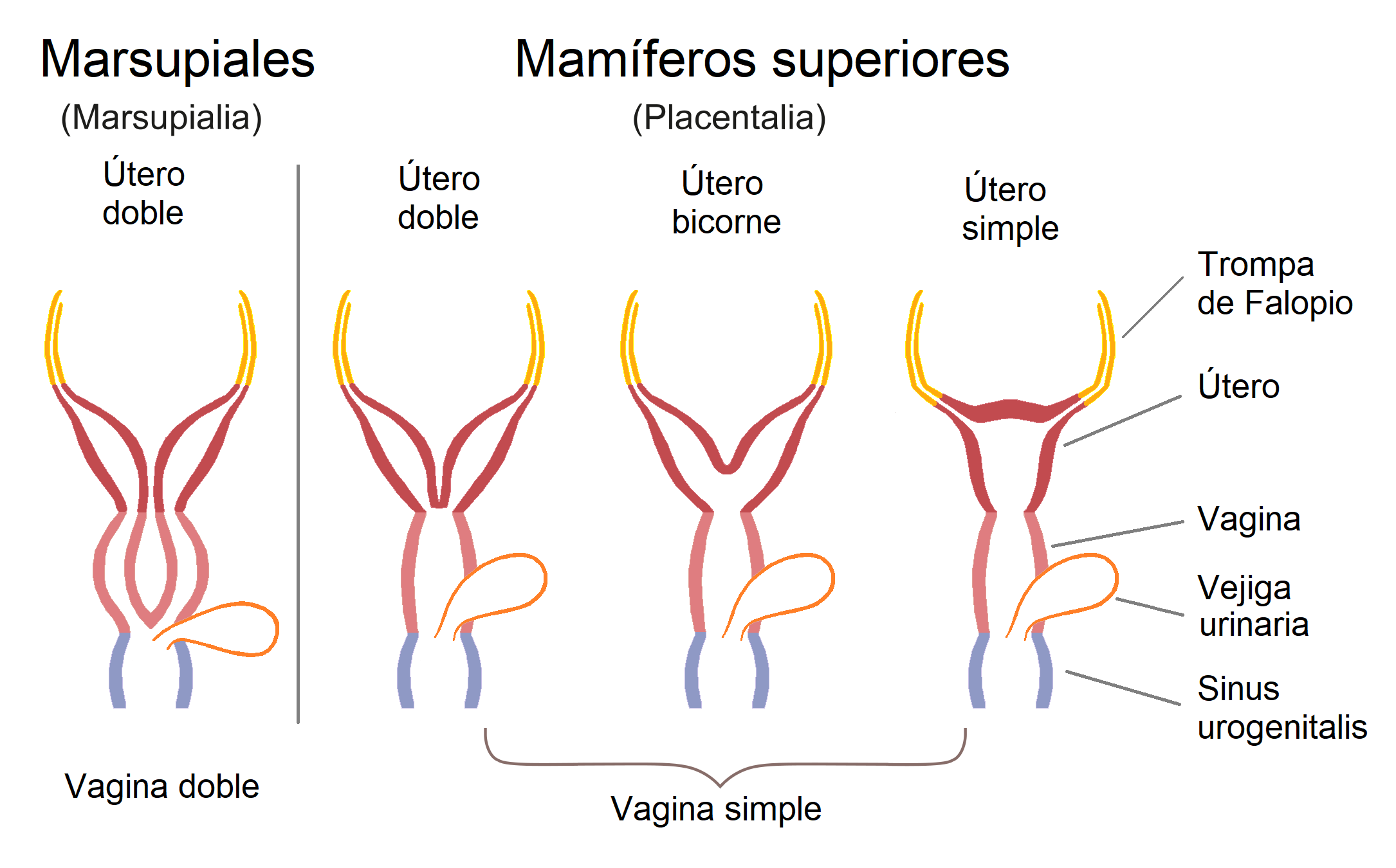

Entre las diferentes especies de mamíferos, se puede observar que el útero toma una de cuatro formas básicas:
- Bipartito: Típico en los cerdos, gatos y perros.
- Bicorne: En especial entre rumiantes (ganado, cabra, ovejas, camellos, jirafas, bisontes, búfalos, venados, etcétera).
- Simple: Encontrados en humanos y en otros primates.
- Doble (útero didelfo): Característico de los roedores (ratones, ratas y hámsteres), marsupiales y lagomorpha (conejos y liebres).[cita requerida]

En los seres humanos, hay mujeres con útero unicorne, mujeres con útero bicorne y mujeres con útero doble, que son comunes en los mamíferos pero raros (3%) (véase malformaciones uterinas) en las mujeres.

## Anatomía del útero en la mujer

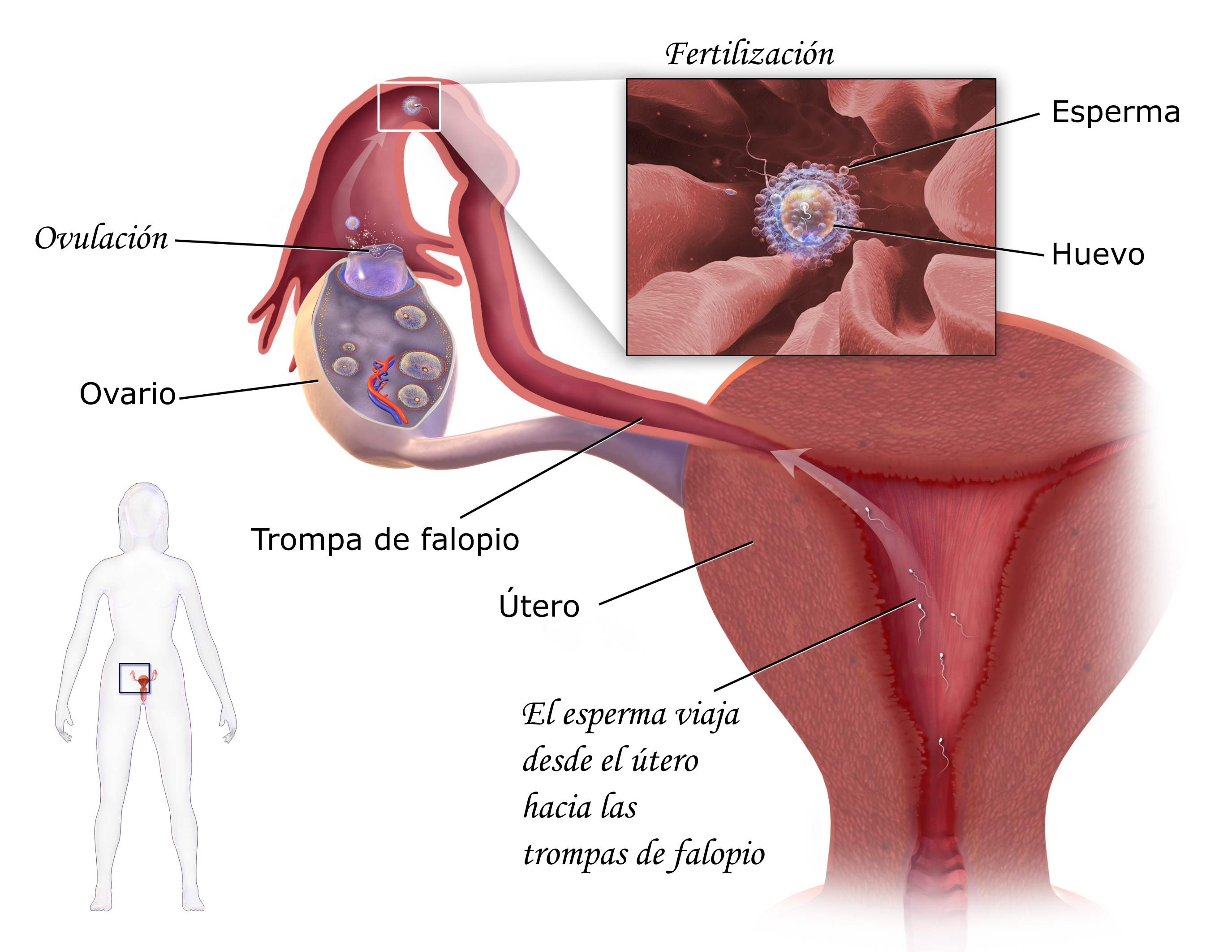
Útero humano. Corte mostrando cuello uterino, cuerpo y trompa de Falopio. Dibujo semiesquemático.

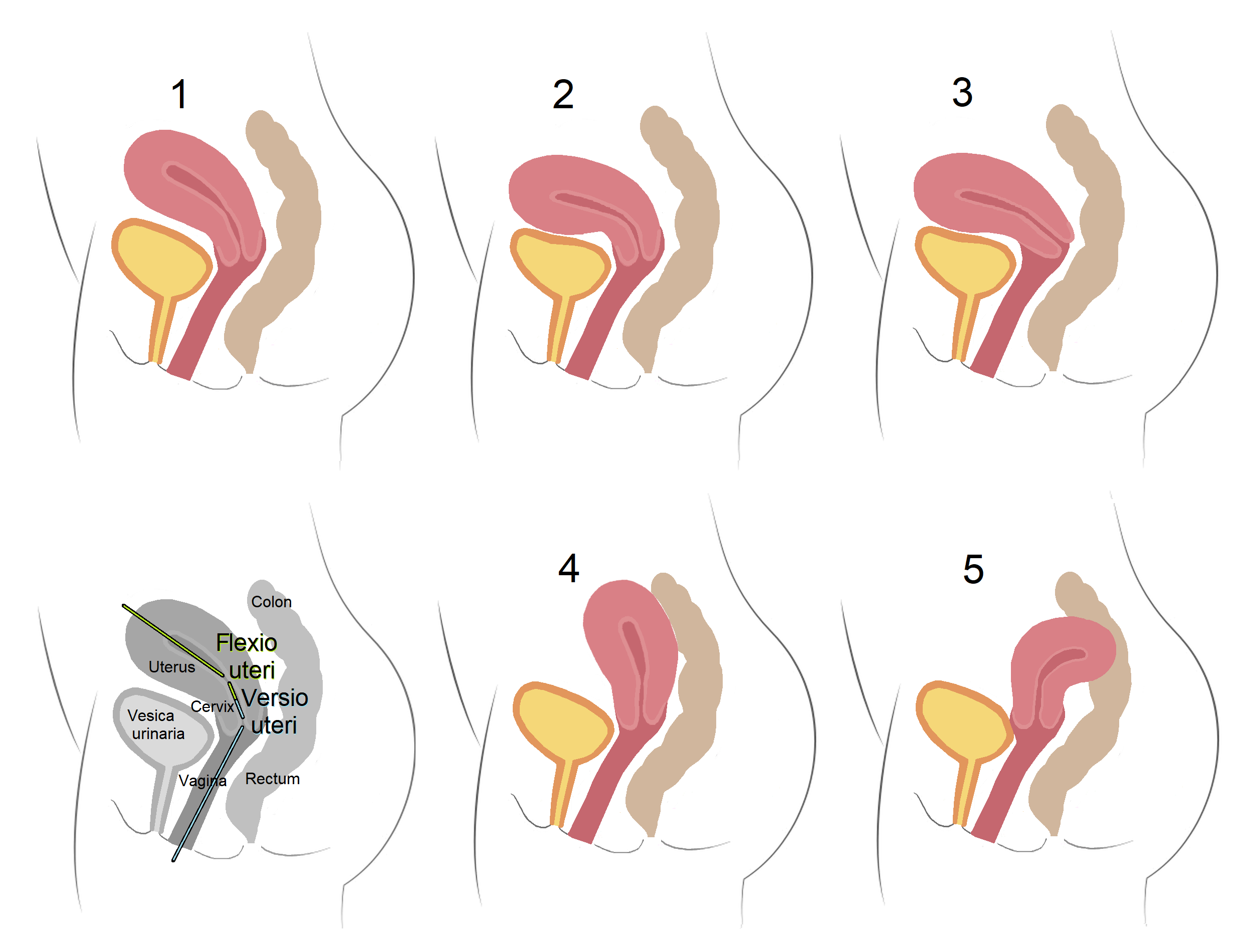
1. Anteversión y anteflexión;
2. anteversión con fuerte anteflexión;
3. anteversión, desplazamiento dorsal del portio;
4. retroversión;
5. retroversión con retroflexión.

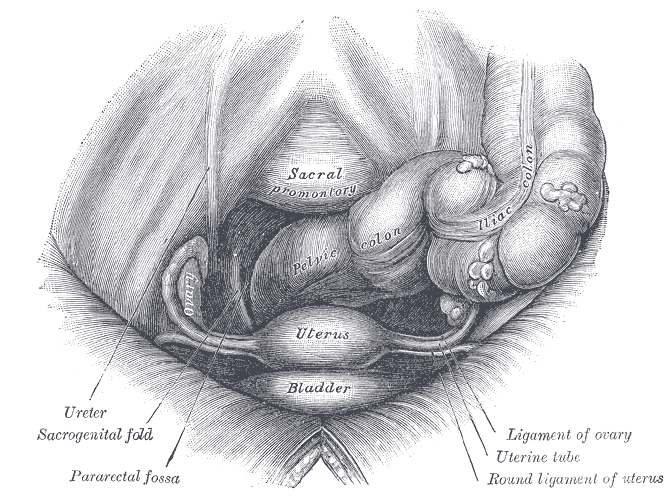
Piso de la pelvis de la mujer. Se ven las relaciones anatómicas entre vejiga, útero, recto y sacro. Dibujo semiesquemático (año 1858).

El útero consta de un cuerpo, una base o fondo (Istmo), un cuello o cérvix y una boca. Está suspendido en la pelvis y se coloca con la base dirigida arriba y adelante, y el cuello dirigido un poco atrás. Está conectado con la vagina por medio del cérvix; en cada uno de sus lados hay un ovario que produce óvulos o huevos que llegan a él a través de las trompas de Falopio. Cuando no hay embarazo, el útero mide unos 7,5 centímetros (cm) de longitud, 5 cm de anchura. Aunque el útero es un órgano muscular posee un revestimiento de material glandular blando que durante la ovulación se hace más denso, momento en el cual está listo para recibir un óvulo fecundado. Si no se produce la fecundación, este revestimiento se expulsa durante la menstruación.

### Regiones
El útero está formado por dos zonas distintas en forma y en función que son:
- El cuerpo uterino, al que están unidas por los lados las trompas uterinas. Está separado del cuello uterino o cérvix por el istmo uterino.
- El cuello o cérvix uterino se comunica con el istmo en su extremo superior, mientras que el extremo inferior termina haciendo que se desplace hacia delante en la porción superior de la vagina, lo que viene en denominarse «portio» u «hocico de tenca». El orificio cervical externo mediante el cual el cérvix desemboca en la vagina, adquiere forma diferente según la paridad, evento que puede visualizarse mediante la colposcopia, o examen cervical directo.

El útero humano puede tener diferentes posiciones. La anteversión y la ligera anteflexión son las posiciones más habituales y fisiológicamente más favorables. La retroversión puede causar problemas en algunas circunstancias.

### Capas
El útero está recubierto parcialmente por peritoneo en el fondo uterino, en su porción posterior y más alta. Por los lados presenta los ligamentos redondos y por delante a la vejiga. 
La pared del útero presenta a la sección tres capas de células que son de afuera a dentro:
- Serosa o perimetrio, corresponde al peritoneo en la parte posterosuperior, y al tejido laxo que se extiende por los lados del útero en lo que se denomina parametrios.
- Miometrio, formado principalmente por tejido muscular liso. La capa más interna del miometrio es una zona de transición que se engruesa en la adenomiosis.
- Endometrio, es una capa de epitelio especializado, denominada mucosa, que se renueva en cada ciclo menstrual de no haber fecundación. Es la porción derramada durante la menstruación o período a lo largo de los años fértiles de la mujer. En otros mamíferos el ciclo menstrual puede estar separado uno del otro por varios días y hasta seis meses.

### Soporte
El útero está sostenido principalmente por el diafragma pélvico. Secundariamente, recibe sostén de ligamentos y el peritoneo por mediación del ligamento ancho del útero.
El útero se sostiene en su posición por varios ligamentos peritoneanos, son varios pero los más importantes son dos, uno para cada lado del útero:
| Nombre                 | Desde            | Hasta               |
| ---------------------- | ---------------- | ------------------- |
| Ligamento utero-sacro  | Cérvix posterior | Hueso sacro         |
| Ligamentos cardinales  | Cérvix lateral   | Espinas isquiáticas |
| Ligamento pubocervical |                  |                     |

Otros ligamentos cercanos al útero, como: 
- Ligamento ancho
- Ligamento redondo
- Ligamento propio del ovario
- Ligamento infundibulopélvico o suspensorio del ovario

tienen poca participación en el soporte del útero.

### Irrigación y drenaje linfático
El útero está irrigado por las arterias uterinas, ramas de la arteria hipogástrica e inervado por los plexos hipogástrico superior e inferior. También está irrigado por ramos provenientes de las arterias ováricas, ramas de la arteria aorta
El drenaje linfático se dirige principalmente a los ganglios linfáticos ilíacos internos y externos, hacia los paraórticos.

## Fisiología
El útero como órgano, tiene la mayoría del porcentaje de su masa formado por tejido muscular (el miometrio).

La contractilidad del útero desempeña un papel importante en varias funciones reproductivas. Estas incluyen el transporte de espermatozoides y embriones, la implantación, la menstruación, el embarazo y el parto.

El útero de las mujeres experimenta contracciones anterógradas cíclicas e indoloras de su miometrio, que son frecuentes durante la fase folicular temprana y tardía. 

Estas contracciones uterinas estarían implicadas en mecanismos reproductivos, como el transporte de espermatozoides a través del tracto genital en la mitad del ciclo y en la colocación del embrión en la cavidad uterina durante la fase lútea temprana.

Una frecuencia baja (<2-3/minuto) y una intensidad alta de contracciones del útero en el momento de la inseminación, estaría asociada a mayor número de embarazos.

El útero no presenta contracciones durante la fase lútea media.

## Patologías

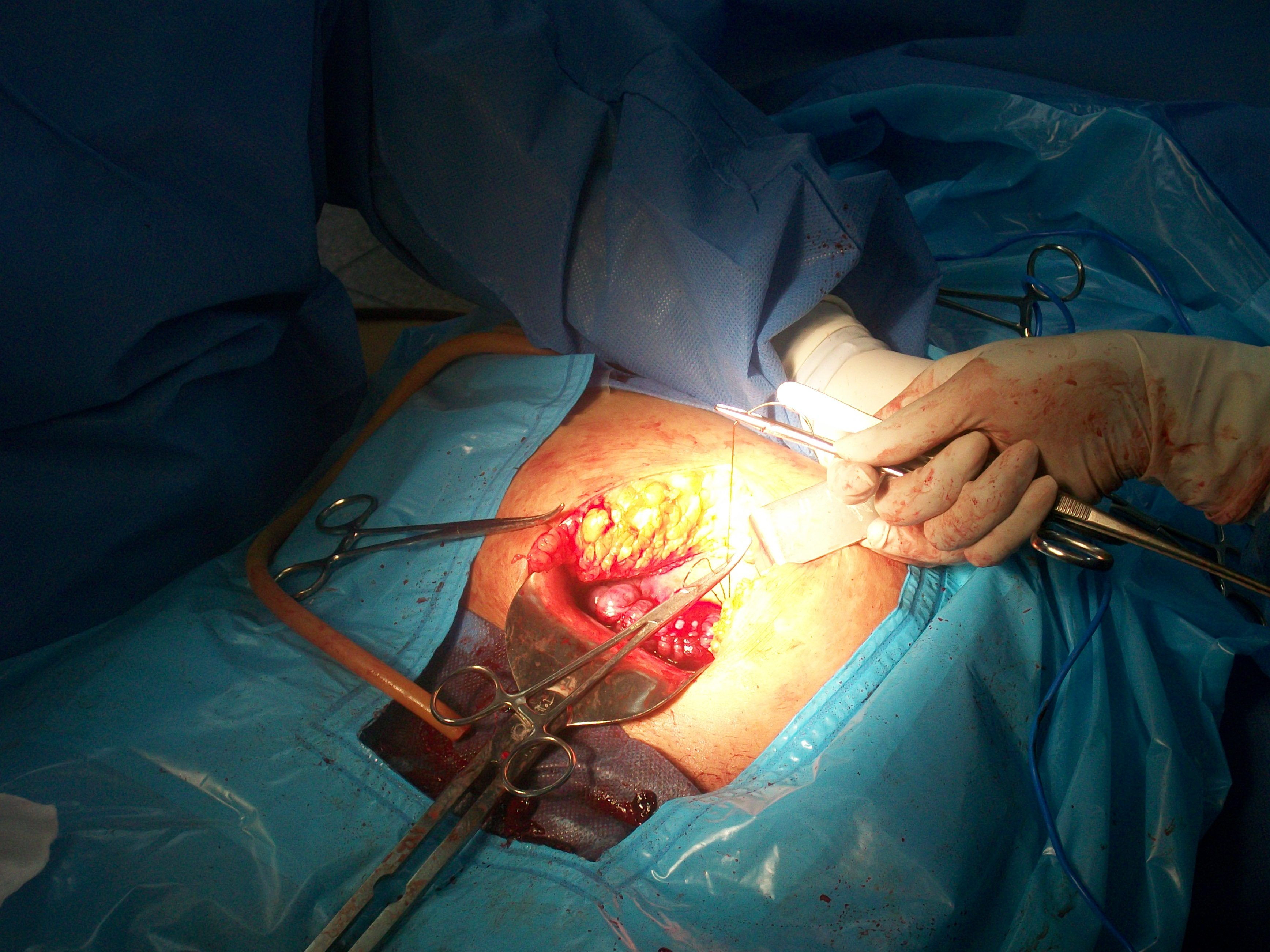
Cara anterior del útero mientras es suturada seguida de una cesárea.

La contractilidad anormal podría ser la causa de trastornos comunes e importantes como la infertilidad, el fallo de implantación, la dismenorrea, la endometriosis, el aborto espontáneo o el parto prematuro.
El útero es propenso a las infecciones. La endometritis es una inflamación del revestimiento mucoso del útero que puede afectar tanto al cuello como al cuerpo del órgano, o a ambos. 
El cáncer y los tumores fibrosos del útero son bastante frecuentes, al igual que la endometriosis, que consiste en la aparición de revestimiento uterino por fuera del órgano femenino. La adenomiosis es la anidación del endometrio en la capa muscular del útero, el miometrio.
Por ser el órgano de la menstruación, el útero está propenso a alteraciones que causan hemorragia uterina disfuncional e hiperplasia endometrial.
Leiomioma, comúnmente conocido como miomatosis uterina, es el engrosamiento del cuerpo uterino, generalmente organizado, formando tumores, los cuales son benignos en un 80%. alterando su anatomía y en ocasiones provoca hemorragias disfuncionales o que no corresponden al periodo menstrual, patología que presentan las mujeres después de los 40 años, muy raro en mujeres jóvenes.
El cáncer de endometrio aparece con más frecuencia en mujeres mayores de 55 años y tiende a estar fuertemente asociado a la obesidad, diabetes e hipertensión.
La extirpación del útero se denomina histerectomía.

## Trasplante de útero
Realizado por primera vez en 2014 en humanos, se han utilizado úteros vivos y cadavéricos. Pocos embarazos han llegado a término luego del trasplante.

## Útero artificial
El embarazo humano tiene una duración media de 40 semanas. Los avances en los cuidados intensivos neonatales han conseguido llevar los límites de viabilidad a 22-23 semanas de gestación, aunque con grandes discapacidades y una calidad de vida reducida. 
El útero artificial será un dispositivo, que preservará la vida fuera del organismo (ectogénesis), de los prematuros entre las 23 semanas y hasta las 28 semanas, el período que pone en riesgo su supervivencia.
El útero artificial se encuentra en fase experimental, solamente ha sido testado en ovejas prematuras. Los investigadores tuvieron que solucionar dos problemas que impiden el uso de las incubadoras convencionales en seres vivos tan inmaduros.
Por un lado, los prematuros extremos tienen un corazón poco desarrollado y no soportan la presión de un sistema de circulación sanguínea externo. En el útero artificial la circulación de la sangre, que le llega a través de un cordón umbilical sintético, es el feto con su propio corazón, que hace circular la sangre y adquiere así los nutrientes que necesita.
Por otro lado, como sus pulmones aún no son funcionales como para respirar en una atmósfera de oxígeno, el animal prematuro está inmerso en un líquido amniótico con el que intercambia oxígeno y dióxido de carbono a través de los pulmones.

Todo el sistema mantiene constante la temperatura, la presión y la luz en un ambiente que simula por completo el interior de una placenta. Se ha conseguido mantener a los animales con vida y en perfectas condiciones de salud durante 28 días (4 semanas).
Esta técnica no podrá aplicarse a corto plazo.